# Coppa Libertadores 2015 (calcio a 5)
La Coppa Libertadores 2015 è la 14ª edizione del torneo continentale riservato ai club di calcio a 5 vincitori nella precedente stagione del massimo campionato delle federazioni affiliate alla CONMEBOL. La competizione si è giocata dal 19 aprile al 5 dicembre 2015.

## Squadre partecipanti
Tutte le nazioni schierano due squadre, per un totale di 16 squadre.

### Lista
I club sono stati ordinati in ordine alfabetico della federazione.

| Rank | Squadra          | Zona |
| ---- | ---------------- | ---- |
| 1/H  | CRE              | Nord |
| 2    | Rico Sur         | Nord |
| 3    | Real Bucaramanga | Nord |
| 4    | Meta             | Nord |
| 5    | Panta Walon      | Nord |
| 6    | RyR Surco        | Nord |
| 7    | Boca Juniors     | Sud  |
| 8    | Villa La Ñata    | Sud  |
| 9/TH | Sorocaba         | Sud  |
| 10   | Joinville        | Sud  |
| 11   | Palestino        | Sud  |
| 12   | Cobreloa         | Sud  |
| 13/H | Cerro Porteño    | Sud  |
| 14   | Pablo Rojas      | Sud  |
| 15   | Banco República  | Sud  |
| 16   | Peñarol          | Sud  |

Note
- (TH) Squadra campione in carica
- (H) – Squadra ospitante

### Formula
Le 16 squadre si affrontano in due tornei separati. Le vincitrici accedono alla finale.

## Fase a gironi

### Zona Nord
| Squadra          | P.ti | G | V | N | P | GF | GS | DR |
| ---------------- | ---- | - | - | - | - | -- | -- | -- |
| Real Bucaramanga | 10   | 5 | 3 | 1 | 1 | 17 | 10 | +7 |
| CRE              | 7    | 5 | 2 | 1 | 2 | 12 | 11 | +1 |
| Panta Walon      | 7    | 5 | 2 | 1 | 2 | 12 | 13 | -1 |
| Rico Sur         | 7    | 5 | 2 | 1 | 2 | 11 | 12 | -1 |
| Meta             | 5    | 5 | 1 | 2 | 2 | 10 | 11 | -1 |
| RyR Surco        | 5    | 5 | 1 | 2 | 2 | 9  | 14 | -5 |

### Zona Sud

#### Gruppo A
| Squadra         | P.ti | G | V | N | P | GF | GS | DR  |
| --------------- | ---- | - | - | - | - | -- | -- | --- |
| Sorocaba        | 12   | 4 | 4 | 0 | 0 | 34 | 8  | +26 |
| Villa La Ñata   | 9    | 4 | 3 | 0 | 1 | 22 | 14 | +8  |
| Cerro Porteño   | 6    | 4 | 2 | 0 | 2 | 17 | 15 | +2  |
| Banco República | 3    | 4 | 1 | 0 | 3 | 11 | 22 | -11 |
| Palestino       | 0    | 4 | 0 | 0 | 4 | 4  | 29 | -25 |

#### Gruppo B
| Squadra      | P.ti | G | V | N | P | GF | GS | DR  |
| ------------ | ---- | - | - | - | - | -- | -- | --- |
| Boca Juniors | 10   | 4 | 3 | 1 | 0 | 32 | 7  | +25 |
| Joinville    | 10   | 4 | 3 | 1 | 0 | 29 | 6  | +23 |
| Peñarol      | 6    | 4 | 2 | 0 | 2 | 21 | 18 | +3  |
| Pablo Rojas  | 3    | 4 | 1 | 0 | 3 | 25 | 21 | +4  |
| Cobreloa     | 0    | 4 | 0 | 0 | 4 | 7  | 62 | -55 |

## Fase a eliminazione diretta

### Tabellone

#### Zona Nord
|  | Semifinali       | Semifinali       | Semifinali |     |                  | Finale            | Finale            | Finale          |  |
|  |                  |                  |            |     |                  |                   |                   |                 |  |
|  | Real Bucaramanga | Real Bucaramanga | 3          |     |                  |                   |                   |                 |  |
|  | Real Bucaramanga | Real Bucaramanga | 3          |     |                  |                   |                   |                 |  |
|  | Rico Sur         | Rico Sur         | 1          |     |                  |                   |                   |                 |  |
|  | Rico Sur         | Rico Sur         | 1          |     | Real Bucaramanga | Real Bucaramanga  | 1                 |                 |  |
|  |                  |                  |            |     | Real Bucaramanga | Real Bucaramanga  | 1                 |                 |  |
|  |                  |                  | CRE        | CRE | 0                |                   |                   |                 |  |
|  | CRE (dcr)        | CRE (dcr)        | CRE        | CRE | 0                | 1 (2)             |                   |                 |  |
|  | CRE (dcr)        | CRE (dcr)        |            |     |                  | 1 (2)             |                   |                 |  |
|  | Panta Walon      | Panta Walon      | 1 (0)      |     |                  | Finale 3º posto   | Finale 3º posto   | Finale 3º posto |  |
|  | Panta Walon      | Panta Walon      | 1 (0)      |     |                  |                   |                   |                 |  |
|  |                  |                  |            |     |                  |                   |                   |                 |  |
|  |                  |                  |            |     |                  | Rico Sur          | Rico Sur          | 3 (1)           |  |
|  |                  |                  |            |     |                  | Rico Sur          | Rico Sur          | 3 (1)           |  |
|  |                  |                  |            |     |                  | Panta Walon (dcr) | Panta Walon (dcr) | 3 (1)           |  |

#### Zona Sud
|  | Semifinali    | Semifinali    | Semifinali   |              |          | Finale          | Finale          | Finale          |  |
|  |               |               |              |              |          |                 |                 |                 |  |
|  | Sorocaba      | Sorocaba      | 4            |              |          |                 |                 |                 |  |
|  | Sorocaba      | Sorocaba      | 4            |              |          |                 |                 |                 |  |
|  | Joinville     | Joinville     | 1            |              |          |                 |                 |                 |  |
|  | Joinville     | Joinville     | 1            |              | Sorocaba | Sorocaba        | 5               |                 |  |
|  |               |               |              |              | Sorocaba | Sorocaba        | 5               |                 |  |
|  |               |               | Boca Juniors | Boca Juniors | 3        |                 |                 |                 |  |
|  | Boca Juniors  | Boca Juniors  | Boca Juniors | Boca Juniors | 3        | 7               |                 |                 |  |
|  | Boca Juniors  | Boca Juniors  |              |              |          | 7               |                 |                 |  |
|  | Villa La Ñata | Villa La Ñata | 2            |              |          | Finale 3º posto | Finale 3º posto | Finale 3º posto |  |
|  | Villa La Ñata | Villa La Ñata | 2            |              |          |                 |                 |                 |  |
|  |               |               |              |              |          |                 |                 |                 |  |
|  |               |               |              |              |          | Joinville       | Joinville       | 3               |  |
|  |               |               |              |              |          | Joinville       | Joinville       | 3               |  |
|  |               |               |              |              |          | Villa La Ñata   | Villa La Ñata   | 1               |  |

### Finale
| Squadra 1 | Totale | Squadra 2        | Andata | Ritorno |
| --------- | ------ | ---------------- | ------ | ------- |
| Sorocaba  | 9 - 3  | Real Bucaramanga | 5 - 1  | 4 - 2   |